# Плава трава заборава
Плава трава заборава је кантри и вестерн бенд основан у Загребу 1982. године.
Састав је основан на иницијативу Дражена Врдољака. Били су први бенд тог жанра на територији Југославије, а у време оснивања имали су 8 чланова. Прве четири године радили су као клупски бенд, углавном у Хрватској и Словенији, након чега су почели да одржавају концерте широм Европе, углавном на фестивалима кантри и блуз музике.
Деби албум Live! је снимак првог великог концерта који су одржали 1984. године у Кулушићу, загребачком концертном клубу на којем су настали бројни ливе албуми познатих бендова. Посебност тог албума је композиција "Orange Blossom Special" у којој се појављују три домаће теме: загорска ("Лепе ти је Загорје зелене"), далматинска ("Два брачанина") и босанска ("Босно моја, дивна, мила" "). Њихов други албум Country, објављен годину дана касније са обрадама хитова, донео је и њихову прву ауторску песму "Yugo Goes to Nashville". На њему су снимљене и гошће, и то: Маргита Стефановић из Екатерине Велике и Весна Срећковић као пратећи вокал. Трећи албум Hat trick из 1987. године наставио је стопама претходника, а новина је била кантри обрада песме Дубровачких трубадура "О Маријана". Годину дана касније објавили су други ливе албум Dance All Night, а пети албум Плава трава заборава из 1990. године садржао је ауторске композиције аутора као што су Ђорђе Новковић, Зринко Тутић и Рајко Дујмић .
Поред традиционалних кантри хитова, бенд изводи и обраде домаћих хитова и ауторских дела. Такође су успешно сарађивали са многим домаћим и страним извођачима, ауторима и музичарима. Наступали су у Совјетском Савезу, широм Европе, па чак и у Сједињеним Америчким Државама .
Уврштени су у светску енциклопедију кантри и западне музике коју је Вирџин објавио 1998. године, а исте године холандска држава и западна федерација прогласиле су их за трећег најатрактивнијег живог извођача на свету. До сада су продали више од 500.000 носача звука.

## Дискографија
- Live! (1984.)
- Country (1985.)
- Hat trick (1987.)
- Плава трава заборава (1990)
- Muddy river blues (1996)
- И то сам ја (1997)
- 16 нам година тек (1998)
- Ultimate colection (2009)